# Атьянвиль
Атьянви́ль (фр. Athienville) — коммуна во французском департаменте Мёрт и Мозель региона Лотарингия. Относится к  кантону Арракур.	

## География
Атьянвиль расположен в 23 км к востоку от Нанси. Соседние коммуны: Безанж-ла-Гранд на севере, Арракур на востоке, Батлемон на юго-востоке, Вале на юге, Серр на юго-западе, Оэвиль на западе.

## История
- До 1870 года Атьянвиль входил в кантон Вик-сюр-Сей департамента Мозель. Однако, после Франкфуртского мира, когда многие коммуны кантона отошли к Германии, он вошёл во вновь образованный кантон Арракур из 8 коммун, оставшихся по договору за Францией.

## Демография
Население коммуны на 2010 год составляло 165 человек.
| 1962 | 1968 | 1975 | 1982 | 1990 | 1999 | 2010 |
| ---- | ---- | ---- | ---- | ---- | ---- | ---- |
| 218  | 185  | 160  | 177  | 182  | 173  | 165  |

## Достопримечательности
- Церковь Сен-Пьер и Сен-Поль XVIII века.